# Скуби-Ду: Завръщане на острова на зомбитата
„Скуби-Ду: Завръщане на острова на зомбитата“ (на английски: Scooby-Doo! Return to Zombie Island) е американски издаден директно на видео анимационен филм от 2019 г., продуциран от „Уорнър Брос Анимейшън“ и е разпространен от „Уорнър Брос Хоум Ентъртейнмънт“. Той е тридесет и третия филм от издадените директно на видео филмова поредица „Скуби-Ду“ и е директно продължение на „Скуби-Ду на Острова на зомбитата“ през 1998 г., първият филм на „Скуби-Ду“. Премиерата на филма е в „Сан Диего Комик-Кон“ на 21 юли 2019 г., който е последван от дигитално излизане на 3 септември 2019 г. и на DVD от 1 октомври 2019 г.

## В България
В България филмът е излъчен на 4 ноември 2022 г. по „Би Ти Ви“ в събота от 5:30 ч. Дублажът е на студио VMS. Екипът се състои от:
| Озвучаващи артисти  | Златина Тасева Татяна Етимова Радослав Рачев Кирил Ивайлов Росен Русев |
| Преводач            | Силвия Вълкова                                                         |
| Тонрежисьор         | Сибин Златарев                                                         |
| Режисьор на дублажа | Веселина Стоилова                                                      |